# 크리스 테일즈
《크리스 테일즈》(Cris Tales)는 콜롬비아 게임 개발사 드림즈 언코퍼레이티드와 SYCK가 개발하고 모더스 게임즈가 배급한 롤플레잉 비디오 게임이다. 2021년 7월 20일 마이크로소프트 윈도우, 플레이스테이션 4, 플레이스테이션 4, 엑스박스 원, 엑스박스 시리즈 X/S, 닌텐도 스위치 및 구글 스태이디아 플랫폼으로 동시발매됐다.
이야기의 주인공 크리스벨은 어느 날 힘을 각성해 모든 시열대를 동시에 볼 수 있는 시간의 마녀가 된다. 크리스벨은 새로이 가진 능력을 통해 자신이 살고 있는 크리스탈리스 왕국을 파괴하려는 시간의 여제를 막기 위해 동료들과 힘을 합쳐 모험을 떠나게 된다.
《크리스 테일즈》는 일본의 롤플레잉 게임들의 영향을 받은 턴제 전투 방식을 차용했다. 이 게임만의 고유한 게임플레이 시스템으로 크리스벨이 사용할 수 있는 시간 조작 능력이 있는데, 이를 통해 적들을 화면에 나타나는 세 가지 시간대 (과거, 현재, 미래) 중 하나로 전송함으로써 적들의 특성을 변경해 전투를 유리하게 이끌 수 있다.

## 개발
《크리스 테일즈》는 콜롬비아의 소규모 개발사 드림즈 언코퍼레이티드의 데뷔작이다. E3 2019에서 처음 공개돼 《크로노 트리거》, 《파이널 판타지》, 《페르소나》같은 일본의 롤플레잉 게임에 영향을 받은 게임으로 소개됐다. 본래 2020년 11월에 출시될 예정이었으나 완성도를 위해 2021년 초로 발매를 미뤘다.
기획자 카를로스 로차는 인터뷰에서 게임 개발에 영감을 준 것들로 일본 롤플레잉 게임 이외에 콜롬비아의 문화와 건축물을 꼽았다.

## 반응
출시 후 《크리스 테일즈》는 리뷰 종합 사이트 메타크리틱에서 닌텐도 스위치판을 기준으로 100점 만점에 74점을 기록해 "복합적이거나 평균적인 평가"를 받았다.